# Friedrich von Keßler (General)
Friedrich Wilhelm Alexander Franz Keßler, seit 1864 von Keßler (* 10. März 1814 in Berlin; † 9. November 1891 in Wiesbaden) war ein preußischer Generalleutnant.

## Leben

### Herkunft
Friedrich war ein Sohn des preußischen Hofarztes Heinrich Keßler (1768–1842) und dessen Ehefrau Marie, geborene Krause (1782–1859).

### Militärkarriere
Keßler trat am 18. November 1832 in das 12. Infanterie-Regiment der Preußischen Armee ein und avancierte bis Mitte Februar 1835 zum Sekondeleutnant. 1841/44 war er als Lehrer an der Divisionsschule der 5. Division und anschließend bis Ende August 1846 als Lehrer an der Ritterakademie in Liegnitz tätig. 1847 kehrte er wieder als Lehrer an die Divisionsschule der 5. Division zurück und nahm im März 1848 an der Niederschlagung der Straßenkämpfe in Berlin teil. Anschließend wurde er 1848/49 im Feldzug gegen Dänemark in den Gefechten bei Schleswig, Düppel, Viuf, Alminde und Vejle sowie der Beschießung von Fredericia eingesetzt.
Keßler stieg Ende Juni 1852 zum Hauptmann auf, war 1853/54 als Kompanieführer beim II. Bataillon im 12. Landwehr-Regiment in Spremberg kommandiert und wurde am 6. Juni 1854 zum Kompaniechef in seinem Stammregiment ernannt. Daran schloss sich als Major und Kommandeur des II. Bataillons vom 6. März 1858 bis zum 7. Mai 1860 eine Verwendung im 25. Landwehr-Regiment in Jülich an. Anschließend erfolgte unter Versetzung in das 28. Infanterie-Regiment seine Kommandierung als Führer des II. Bataillons im 25. kombinierten Infanterie-Regiment. Aus diesem Verband ging zum 1. Juli 1860 das 5. Rheinische Infanterie-Regiment Nr. 65 hervor und Keßler wurde mit diesem Datum zum Kommandeur des II. Bataillons ernannt. In dieser Eigenschaft avancierte er am 18. Oktober 1861 zum Oberstleutnant und Mitte April 1862 wurde er als Kommandeur des II. Bataillons in das 4. Brandenburgische Infanterie-Regiment Nr. 24 nach Havelberg versetzt. Sein Bataillon führte Keßler 1864 während des Krieges gegen Dänemark im Gefecht bei Rackebüll, der Belagerung und dem Sturm auf die Düppeler Schanzen sowie beim Übergang nach Alsen.
Für sein tapferes Verhalten vor dem Feinde würdigte ihn König Wilhelm I. am 9. April 1864 durch die Erhebung in erblichen preußischen Adelsstand. Außerdem wurde er mit dem Mecklenburgischen Militärverdienstkreuz und dem Ritterkreuz des Königlichen Hausordens von Hohenzollern mit Schwertern ausgezeichnet. Am 18. April 1865 wurde Keßler als Kommandeur des 4. Posenschen Infanterie-Regiments Nr. 59 nach Rendsburg versetzt und in dieser Stellung am 18. Juni 1865 zum Oberst befördert. Zugleich war er vom 8. September bis zum 31. Dezember 1865 Kommandant des Kieler Hafens. 1866 führte Keßler sein Regiment während des Deutschen Krieges im Mainfeldzug in den Gefechten bei Hausen, Uettingen und Roßbrunn sowie vor Würzburg. Nach dem Friedensschluss erhielt er für sein Wirken den Roten Adlerorden III. Klasse mit Schwertern. Unter Versetzung zu den Offizieren von der Armee wurde er am 22. Juli 1868 mit Patent vom 3. Juli 1868 zum Generalmajor befördert. Er wurde am 18. Oktober 1868 zum Kommandeur der 15. Infanterie-Brigade in Erfurt ernannt und nahm mit seinem Großverband im Krieg gegen Frankreich 1870/71 an den Kämpfen bei Beaumont und Sedan sowie der Belagerung von Paris teil. Keßler wurde mit beiden Klassen des Eisernen Kreuzes und dem Ehrenkreuz von Schwarzburg I. Klasse mit Schwertern ausgezeichnet.
Anlässlich des Ordensfestes erhielt er im Januar 1873 den Roten Adlerorden II. Klasse mit Eichenlaub und Schwertern am Ringe, bevor er am 11. März 1873 unter Verleihung des Charakters als Generalleutnant mit Pension zur Disposition gestellt wurde.

### Familie
Keßler hatte sich am 29. September 1863 in Havelberg mit Erne von Roëll (1843–1922) verheiratet. Aus der Ehe gingen folgende Kinder hervor:
- Ernina (* 1864) ⚭ Paul von Roëll (1850–1917), preußischer Landrat des Kreises Meseritz
- Harry (* 1866), preußischer Major

⚭ 1895 Else Rückfort (* 14. Juli 1876; † 26. Juni 1903)
⚭ 1905 Käthe Rathiens (* 17. November 1881)
- Viktorin (* 1874), preußischer Oberstleutnant, Ehrenritter des Johanniterordens ⚭ 1901 Elfriede Magarethe Ottilie Kreßmann (* 12. Juli 1881)